# Metodistkyrkan i södra Afrika
Metodistkyrkan i södra Afrika, (Methodist Church of Southern Africa) är ett kristet trossamfund anslutet till Metodistiska Världsrådet. 
Metodismen i södra Afrika växte fram som resultat av brittisk missionsverksamhet, bedriven av the Wesleyan Methodist Church och andra metodistkyrkor. Till en början kallade man sig Metodistkyrkan i Sydafrika men sedan kyrkan växt även i angränsande länder som Swaziland och Lesotho så tog man det nuvarande namnet. 

## Organisation
Kyrkan är indelad i följande distrikt, med var sin biskop:
- Centrala distriktet
- Goda hoppsudden
- Clarkebury
- Grahamstown
- Highveld och Swaziland
- Kimberley, Namibia och Bloemfontein
- Limpopo
- Moçambique
- Natalkusten
- Västra Natal
- Norra Fristaten och Lesotho
- Queenstown

Distrikten är sin tur indelade i olika kretsar.